# Verești
Verești is een Roemeense gemeente in het district Suceava.
Verești telt 7262 inwoners.